# The New York Idea
The New York Idea é um filme de comédia mudo produzido nos Estados Unidos e lançado em 1920.